# William R. Uttal
William R. Uttal (1931-2017) és un neuropsicòleg i enginyer nord-americà. La seva especialitat era la ciència cognitiva. Poc abans de morir es va descriure si mateix com «un sorrut i un escèptic de la neurociència cognitiva».
No va tenir una trajectòria recta. Va debutar com a llicenciat en física. El 1957 va obtenir un doctorat en psicologia experimental a la Universitat Estatal d'Ohio. Va fer el servei militar a les Forces Aèries. Després del servei, va treballar per IBM fins a 1963, quan va tornar a la carrera acadèmica com a cercador a la facultat de psicologia experimental de la Universitat de Michigan el 1963. Aleshores va començar a conrear el seu dubte fonamental sobre la creença i esperança de molts psicòlegs experimentals que un dia podrien explicar el fenomen de la consciència si trobessin una manera fiable de mesurar l'activitat fisiològica del cervell.
Rebutja la idea que els processos cognitius superiors (com la memòria o l'atenció) es puguin localitzar a regions particulars del cervell. Desenvolupa la tesi que totes les provatures de fer una correcta taxonomia psicològica dels processos cognitius han fracassat al seu llibre The new phrenology: the limits of localizing cognitive processes in the brain. Si no hi ha taxonomia inequívoca, no hi pot haver localització, en altres mots, si no tens una idea clara i distinta del que cerques, mai no podràs trobar on és. Va argumentar que les dades experimentals que pretenen localitzar processos cognitius específics al cervell són inconsistents i poc fiables, no gaire més precises de les dades dels frenòlegs del segle xix que pretenien deduir el caràcter d'una persona des de la forma del crani.

## Obres destacades
- 2003: The new phrenology: the limits of localizing cognitive processes in the brain (La nova frenologia: els límits de la localització dels processos cognitius al cervell)[4]
- 2004: Dualism: The original sin of cognitivism (Dualisme: el pecat original del cognitivisme)[5]
- 2016: The neuron and the mind: microneural theory and practice in cognitive neuroscience (La neurona i la ment: teoria i pràctica en la neurociència cognitiva)[6]